# Tilly van der Zwaard
Tilly van der Zwaard (Leiden, 1938. január 18. – Edgewater, Florida, USA, 2019. február 6.) Európa-bajnoki bronzérmes holland atléta, középtávfutó.

## Pályafutása
Az 1962-es belgrádi Európa-bajnokságon 400 méteren bronzérmet szerzett. Részt vett az 1964-as tokiói és az 1968-as mexikóvárosi olimpián. Tokióban a 400 méteres versenyben a hatodik helyen végzett.

## Sikerei, díjai
- Európa-bajnokság
  - bronzérmes: 1962 (400 m)